# گمینا کوومنگتسه
گمینا کوومنگتسه (به لهستانی:  Gmina Kłomnice) یک گمینا در لهستان است که در شهرستان چنستوخووا واقع شده‌است. گمینا کوومنگتسه ۱۴۷٫۸۵ کیلومتر مربع مساحت و ۱۳٬۸۲۱ نفر جمعیت دارد.